# Sharktopus vs. Pteracuda
Série
Sharktopus
(2010) Sharktopus vs. Whalewolf
(2015)
Pour plus de détails, voir Fiche technique et Distribution.
Sharktopus vs. Pteracuda est un téléfilm américain réalisé par Kevin O'Neill, diffusé le 2 août 2014 sur Syfy. En France, la distribution du film est effectuée par Program Store.
Il s'agit de la suite de Sharktopus.

## Synopsis
Le sharktopus a laissé un œuf après sa mort dans la détonation. Sa progéniture sera élevée par une jeune scientifique avant de devenir une menace contre l'humanité. L'armée quant à elle crée le Pteracuda, hybride mi-ptéranodon mi-barracuda, qui massacre tout ce qui bouge, population comprise. La lutte entre le sharktopus et le Pteracuda s'annonce sans merci.

## Fiche technique
- Producteur : Roger Corman
- Genre : horreur, science fiction
- Classification : interdit aux moins de 12 ans

## Distribution
- Robert Carradine : Rico Symes
- Rib Hillis (en) : Hamilton
- Katie Savoy : Lorena Christmas
- Akari Endo (en) : Veronica Vega
- Hensy Pichardo : Munoz
- Tony Evangelista : Rick Hoffman
- Conan O'Brien : Harold Smith

## Autour du film

### Suite
Une suite intitulée Sharktopus vs. Whalewolf est sortie en 2015.